# Nikolaus Eiden

Nikolaus Eiden

Nikolaus Eiden (* 2. Februar 1901 in Metternich; † 15. Dezember 1956 in Koblenz) war ein deutscher Politiker (NSDAP).

## Leben und Tätigkeit
Der Sohn eines Bauunternehmers besuchte die Volksschule, das Gymnasium, eine Ingenieursschule und eine Handelshochschule. Zeitweise arbeitete Eiden als Schlosser. 1922 gehörte er der Technischen Nothilfe an; bis 1933 war er als Ingenieur bei verschiedenen Firmen tätig. 1929 heiratete er.
Vermutlich etwa November 1930 trat Eiden in die NSDAP ein (Mitgliedsnummer 356.879), zudem war er Mitglied der SA. Im November 1932 wurde er zum SA-Standartenführer befördert. Zu dieser Zeit war er Gruppenstaffelführer in der Motor-SA. Nach der Machtübertragung an die Nationalsozialisten wurde er im August 1933 zum SA-Oberführer befördert. Für die Partei trat er als Gauredner auf und war Beisitzer im Gaugericht Koblenz-Trier. Später wechselte er zum Nationalsozialistischen Kraftfahrkorps (NSKK), wo er im April 1935 zum Brigadeführer befördert wurde. Seit Januar 1940 NSKK-Obergruppenführer, stand Eiden ab April 1942 der NSKK-Motorobergruppe West vor und war Inspekteur der Transporteinheiten des NSKK.
Eiden kandidierte bei den Reichstagswahlen 1936 und 1938, ohne ein Mandat im nationalsozialistischen Reichstag zu erhalten. Am 20. Juli 1942 trat er im Nachrückverfahren für den ausgeschiedenen Abgeordneten Adolf Hühnlein in den Reichstag ein, in dem er bis zum Ende der NS-Herrschaft im Frühjahr 1945 den Wahlkreis 25 (Niederbayern) vertrat.
Nach Kriegsende lebte Eiden in Koblenz.